# Turbonilla villi
Turbonilla villi es una especie de caracola, un molusco gasterópodo marino de la familia Pyramidellidae.